# رالف جيبسون (ضابط)
رالف جيبسون (بالإنجليزية: Ralph Gibson)‏ هو ضابط أمريكي، ولد في 7 نوفمبر 1924 في Keensburg, Illinois ‏ في الولايات المتحدة، وتوفي في 2 يناير 2009 في توسان في الولايات المتحدة.